# Santeny

Położenie Santeny w ramach aglomeracji paryskiej

Santeny – miejscowość i gmina we Francji, w regionie Île-de-France, w departamencie Dolina Marny.
Według danych na rok 1990 gminę zamieszkiwało 2810 osób, a gęstość zaludnienia wynosiła 284 osób/km² (wśród 1287 gmin regionu Île-de-France Santeny plasuje się na 416. miejscu pod względem liczby ludności, natomiast pod względem powierzchni na miejscu 387.).